# Polheim (Adelsgeschlecht)

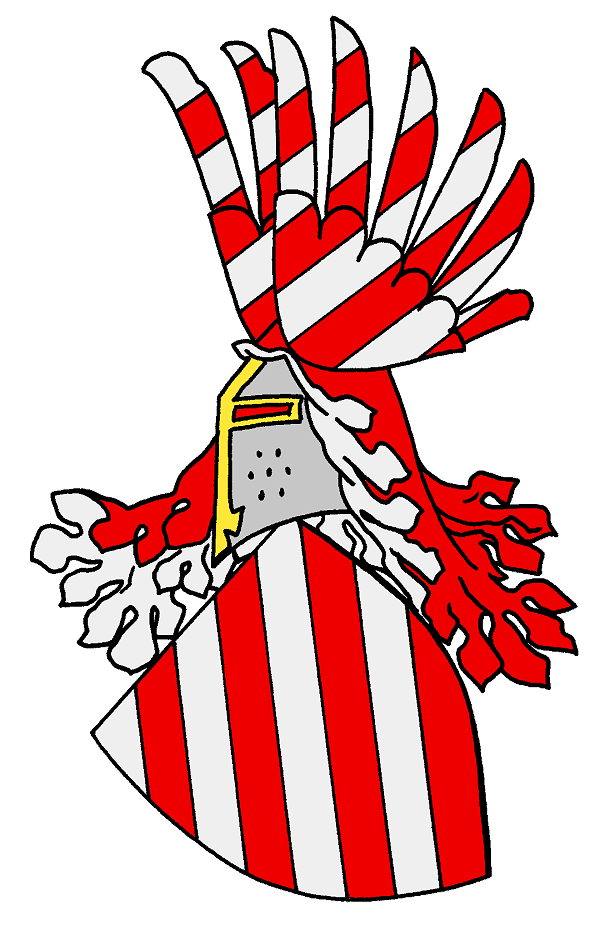
Stammwappen derer von Polheim

Pollheim (auch Pohlheim, Polheim, Polheimb, Polhaimb bzw. Pollheimer etc.) ist der Name eines der ältesten oberösterreichischen Adelsgeschlechter, mit Stammsitz in Pollham bei Grieskirchen. Die Familie von Polheim zählte zu den Apostelgeschlechtern und besaß zahlreiche Güter in Ober-, Niederösterreich und der Steiermark. Sie verzweigte sich in mehrere Linien, wobei im 16. Jahrhundert noch die Linien von Parz, von Wartenburg und von Leibnitz blühten. Die Adelsfamilie erlangte den Freiherren- und 1712 den Grafenstand und starb 1909 im Mannesstamm aus. 

## Geschichte
Nach den nicht immer zuverlässigen Angaben Constant von Wurzbachs soll sich der Ursprung des Geschlechtes bis an den Anfang des 10. Jahrhunderts zurückverfolgen lassen. Pilgram von Polheim wird um 1073 urkundlich erwähnt. Die ununterbrochene Stammreihe beginnt mit Weichard von Polheim, der 1143 urkundlich auftritt.
Die Stammburg der Polheimer befand sich in Pollham bei Grieskirchen zuerst am Keltenhügel Rabenberg in Hainbuch. Nachdem die alte Burg zu klein wurde, errichteten die Polheimer ihr neues großzügiges Schloss im „Herrenholz“ in der Ortschaft Aigen. Das neue Schloss Polheim brannte im Mittelalter bis auf die Fundamentreste ab. Vom neuen Stammhaus im Herrenholz existieren immer noch die dazugehörigen Güter Dopplergut (Erdgeschoss im nahezu originalen Zustand) und das Schwarzlehnergut. Nach einer wundersamen Heilung von einer tödlichen Krankheit schenkte Reichsgraf Martin II. von Polheim das Dopplergut dem Stift Wilhering bei Linz, von dem im Kreuzgang an einem Fresko zu lesen ist.
In der Stadt Wels erwarb die Familie um 1200 einen bedeutenden Besitzkomplex. Dort errichtete Albero von Polheim das 1237 erstmals erwähnte Schloss Polheim (Wels). Der Besitz in und um Wels gehörte längere Zeit den drei Polheimer Linien gemeinsam und zuletzt der Welser Linie, bis er 1630 infolge Überschuldung verkauft wurde. 
Im Jahr 1319 wurde mit Ortolf von Pollheim erstmals ein Polheimer als Inhaber der nahe dem Stammsitz gelegenen Herrschaft Wartenburg genannt, die danach über 300 Jahre im Besitz der Linie von Pollheim und Wartenburg verblieb. Einer der bedeutendsten Besitzer war Wolfgang von Polheim (1458–1512), der im nahegelegenen Oberthalheim das erste Kloster der Paulaner im deutschsprachigen Raum stiftete. Sein Sohn Cyriak von Polheim (1495–1533) und dessen Nachkommen schlossen sich der Reformation an. Im Zuge der Gegenreformation wurde die Herrschaft um 1640 von dem protestantischen Ludwig von Pollheim an den katholischen Tobias Nütz von Goisernburg veräußert.
1369 kam der Ansitz der Herren von Leibnitz, das sogenannte Leibnitz-Schloss oder Polheim-Schloss, ein Burgmannensitz nahe dem erzbischöflich-salzburgischen Schloss Seggau in der Steiermark, bis 1575 an die Polheimer.

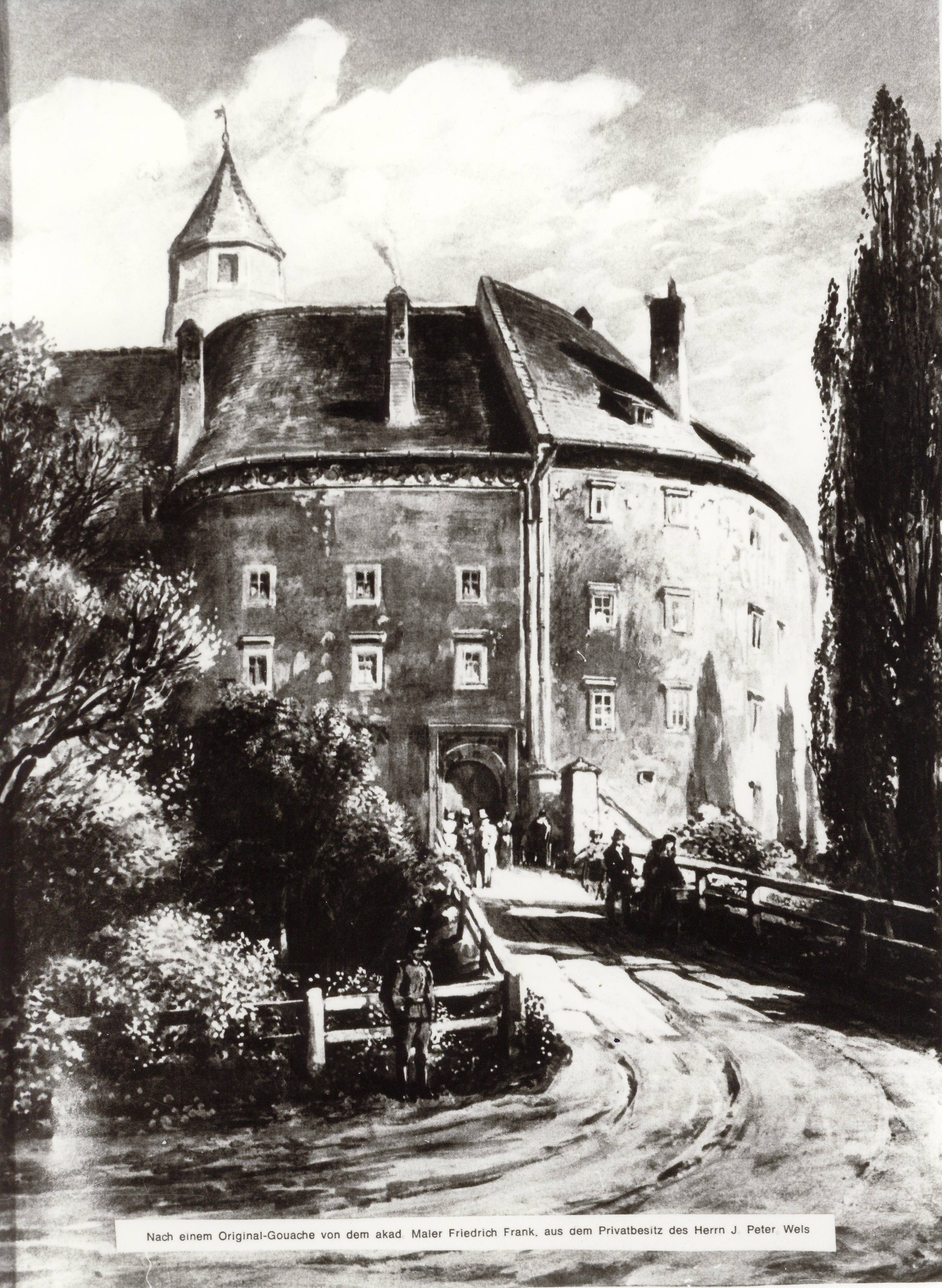
Schloss Polheim (Wels)
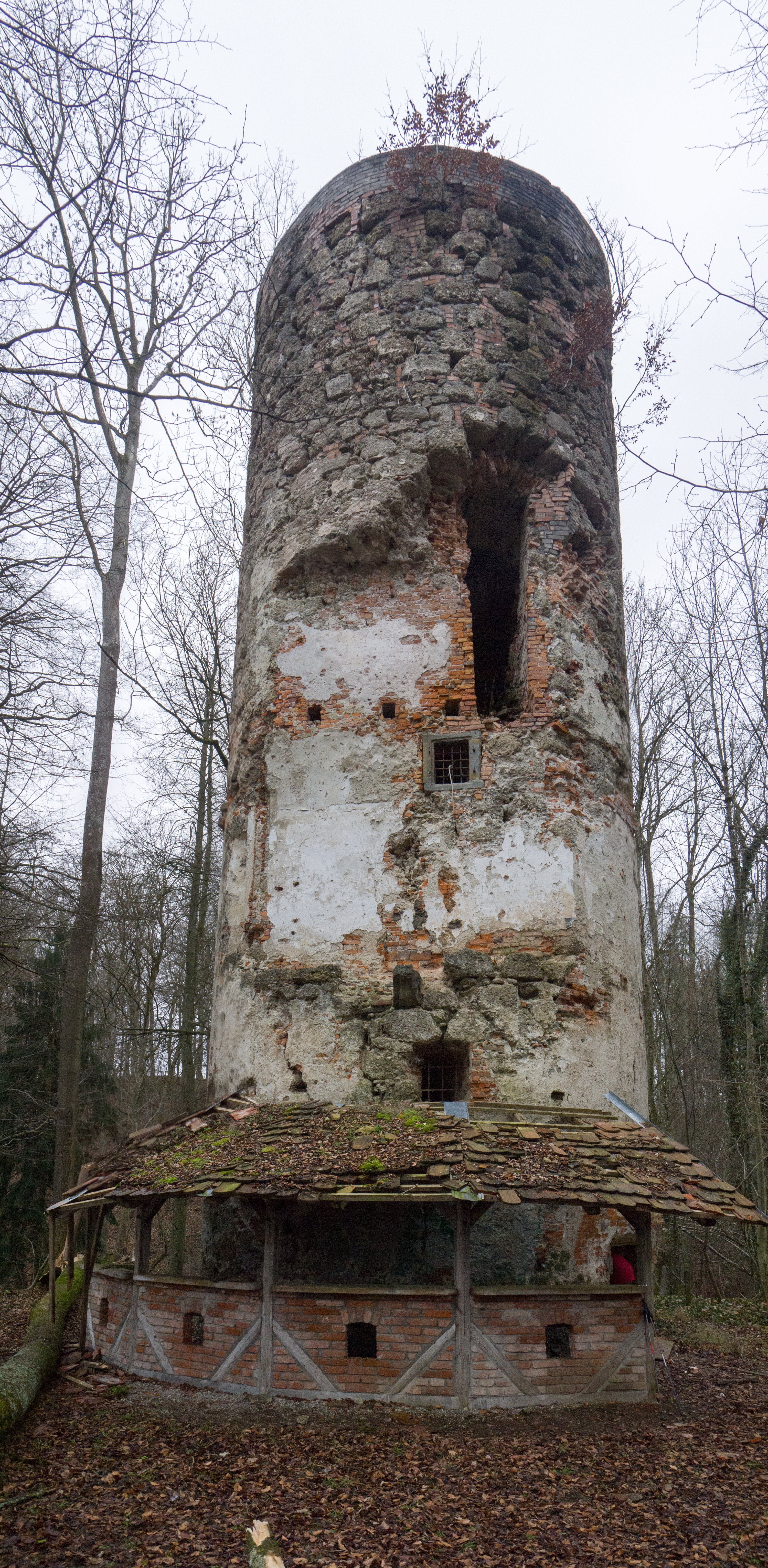
Burgfried der Burg Wartenburg, Oberösterreich
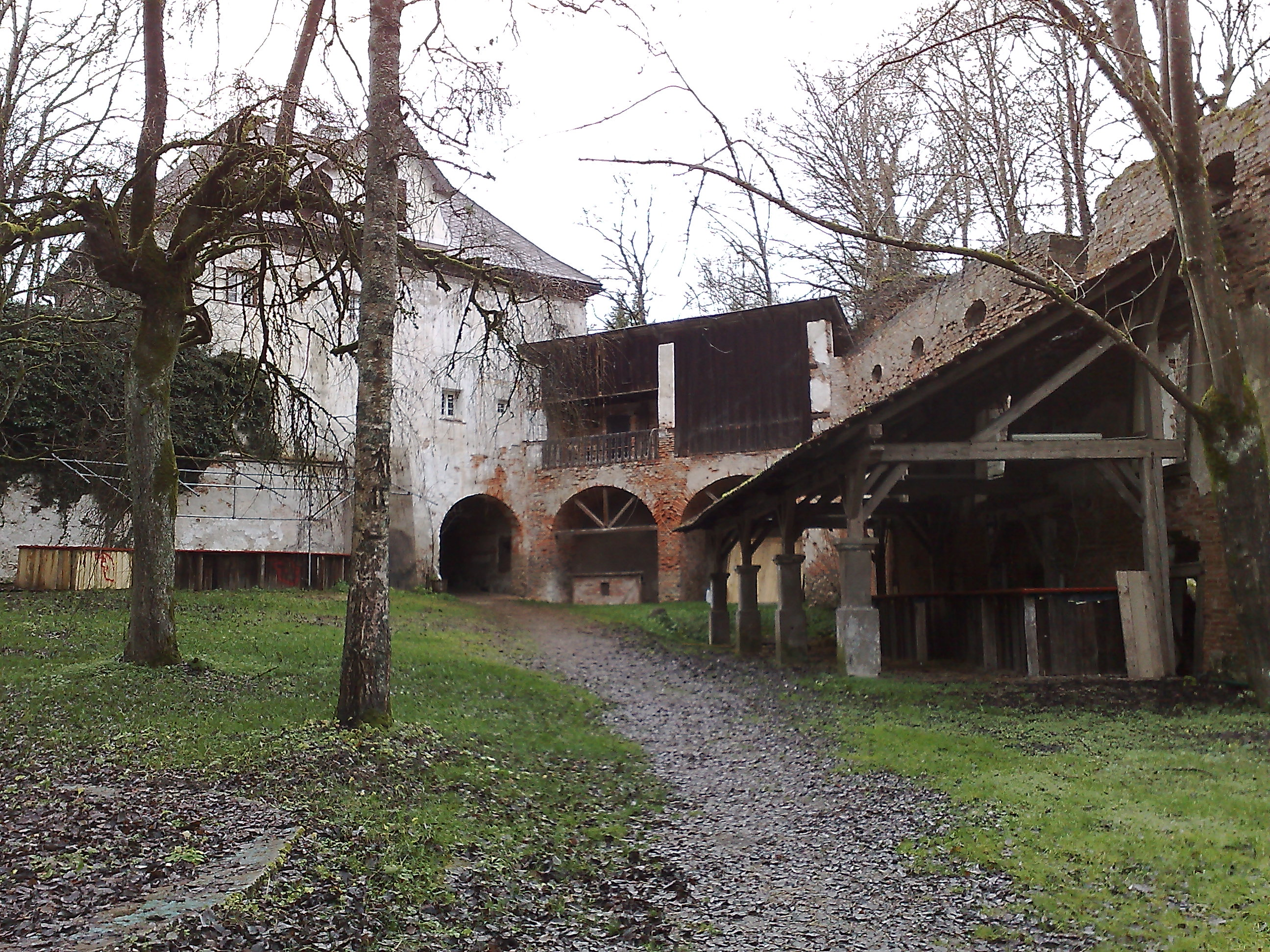
Schloss Alt-Wartenburg (Herrschaft Wartenburg)
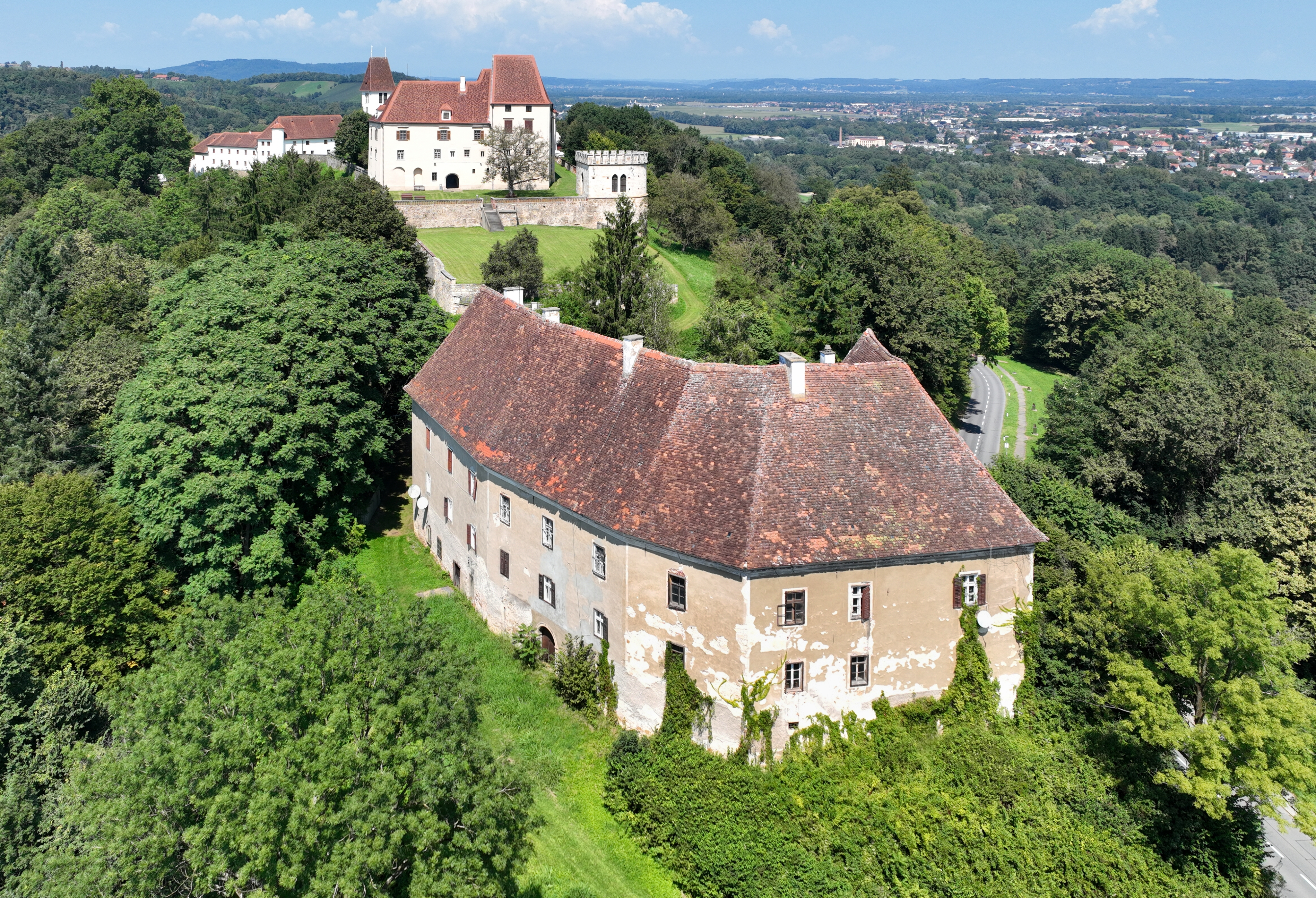
Leibnitz-Schloss (Polheim-Schloss bei Seggau), Steiermark

Nachdem die Polheimer bereits 1398 die Burg Tegernbach mit der Herrschaft Tegernbach sowie den Markt Grieskirchen erworben hatten, kaufte 1514 Sigmund Ludwig von Pollheim von Han(n)s Pürchinger die Herrschaft Parz und inkorporierte sie der etwa zwei Kilometer nordöstlich gelegenen Herrschaft Tegernbach. Das zerstörte Pollhamer Stammhaus liegt etwa 4 km nördlich. 

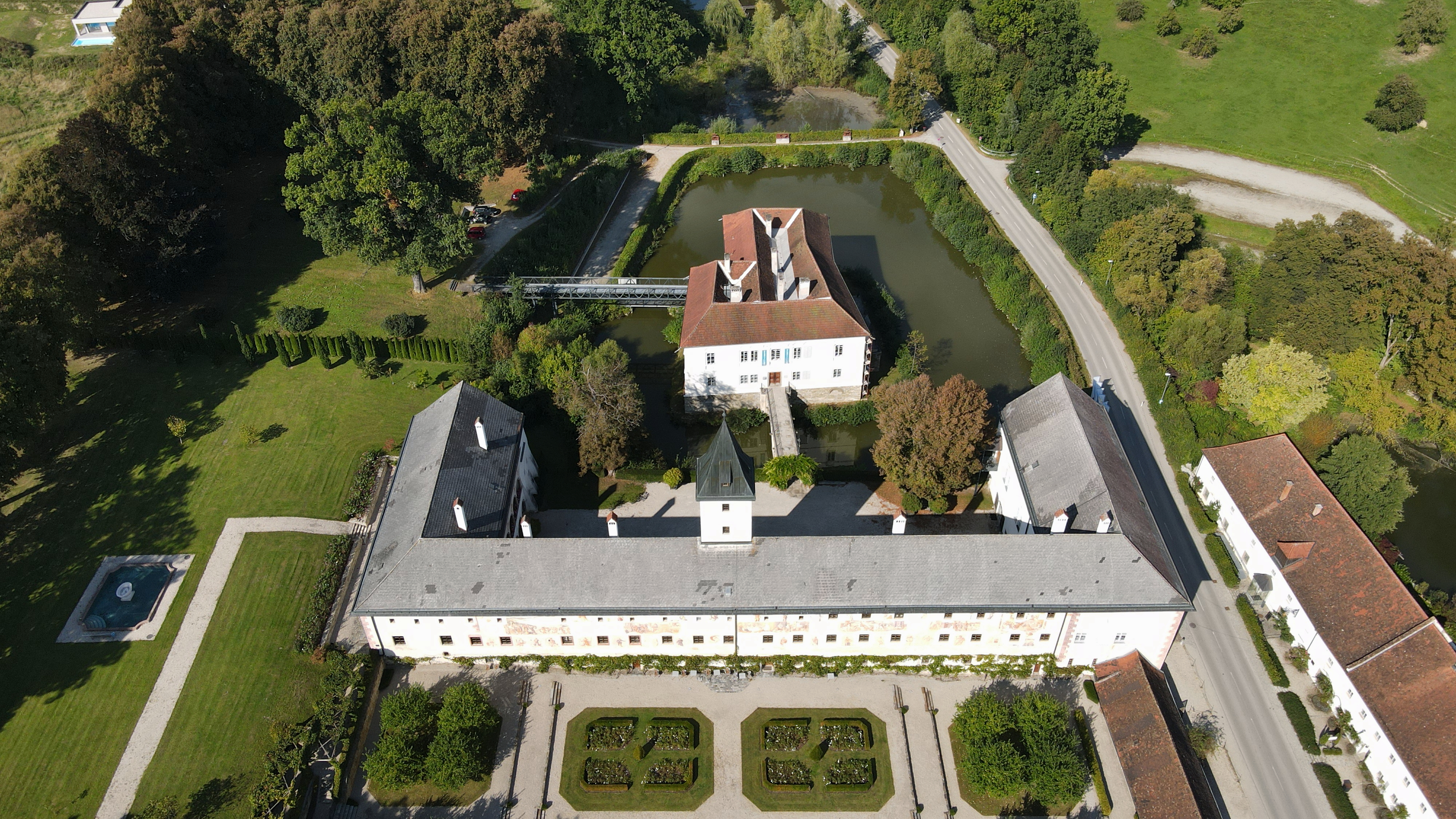
Schloss Parz

Anschließend ließ Sigmund Ludwig von Pollheim mit Genehmigung von Kaiser Maximilian I. die alte Burg in Tegernbach abtragen und errichtete, teilweise mit deren Abbruchmaterial, neben dem kleinen Wasserschloss Parz ein dreigeschossiges Renaissanceschloss mit weitläufigen Wirtschaftsgebäuden, das man anfangs daher auch als Neu-Tegernbach bezeichnete und das später Schloss Parz genannt wurde. Sigmund Ludwig von Pollheims gleichnamiger Sohn (1531–1598) baute das Schloss zu seiner heutigen Form aus und machte es zu einem geistigen Zentrum des Protestantismus in Oberösterreich. Es besitzt die größten Renaissance-Fresken nördlich der Alpen mit einzigartigen Darstellungen der Reformation. Nach dem Tod des kaiserlichen Kämmerers und Reichshofrates Gundacker von Polheim (1575–1644) wurde die Herrschaft Parz veräußert.
Neben den Hauptsitzen Wels, Wartenburg und Parz gehörten den Polheimern im Lauf der Jahrhunderte eine Reihe von weiteren Herrschaften und Schlössern (siehe unten: Besitztümer). 
1712 wurden die Gebrüder Franz Ludwig und Ehrenreich Andreas von Polhaimb und Warttenburg vom Freiherrenstand in den reichs- und erbländisch-österreichischen Grafenstand erhoben. Die Familie war mit den bedeutendsten Geschlechtern der Habsburgermonarchie und darüber hinaus verwandt, darunter den von Starhemberg, Salm, Puchheim, Abensberg und Traun, Liechtenstein, Schaunberg, Stubenberg, Walsee, Öttingen, Borsselen und von Bourbon-Montpensier.
Graf Andreas Ehrenreich von Pollheim († 1735) wurde hochstiftisch augsburgischer Premierminister und später Präsident des Geheimen Ratskollegiums von Pfalz-Neuburg. Seine Witwe Therese Wilhelmine von Pollheim-Winkelhausen († 1757) wurde 1743 zur Fürstäbtissin des Kanonissenstifts Lindau gewählt und war eine spendenfreudige kirchliche Mäzenin. 
Das Geschlecht der Polheimer starb 1909 im Mannesstamm aus.

## Wappen
Blasonierung: Das Stammwappen zeigt einen siebenmal von Silber und Rot schräglinks geteilten Schild; auf dem Helm mit rot-silbernen Decken ein geschlossener (oder auch offener), wie der Schild bezeichneter Flug.

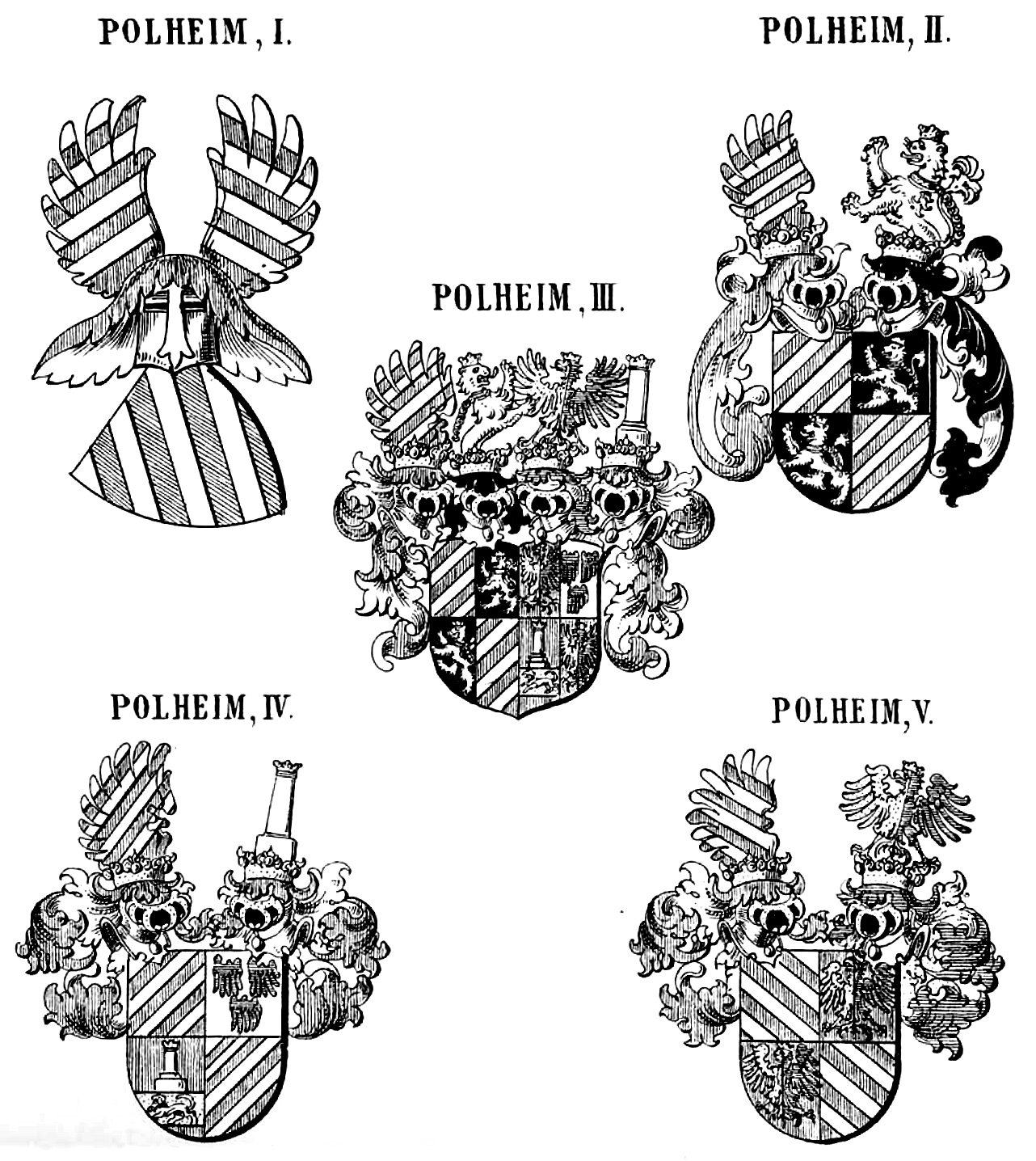
Wappenentwicklung: Stammwappen und vier gemehrte Wappen aus verschiedenen Linien derer von Polheim, nach Siebmacher
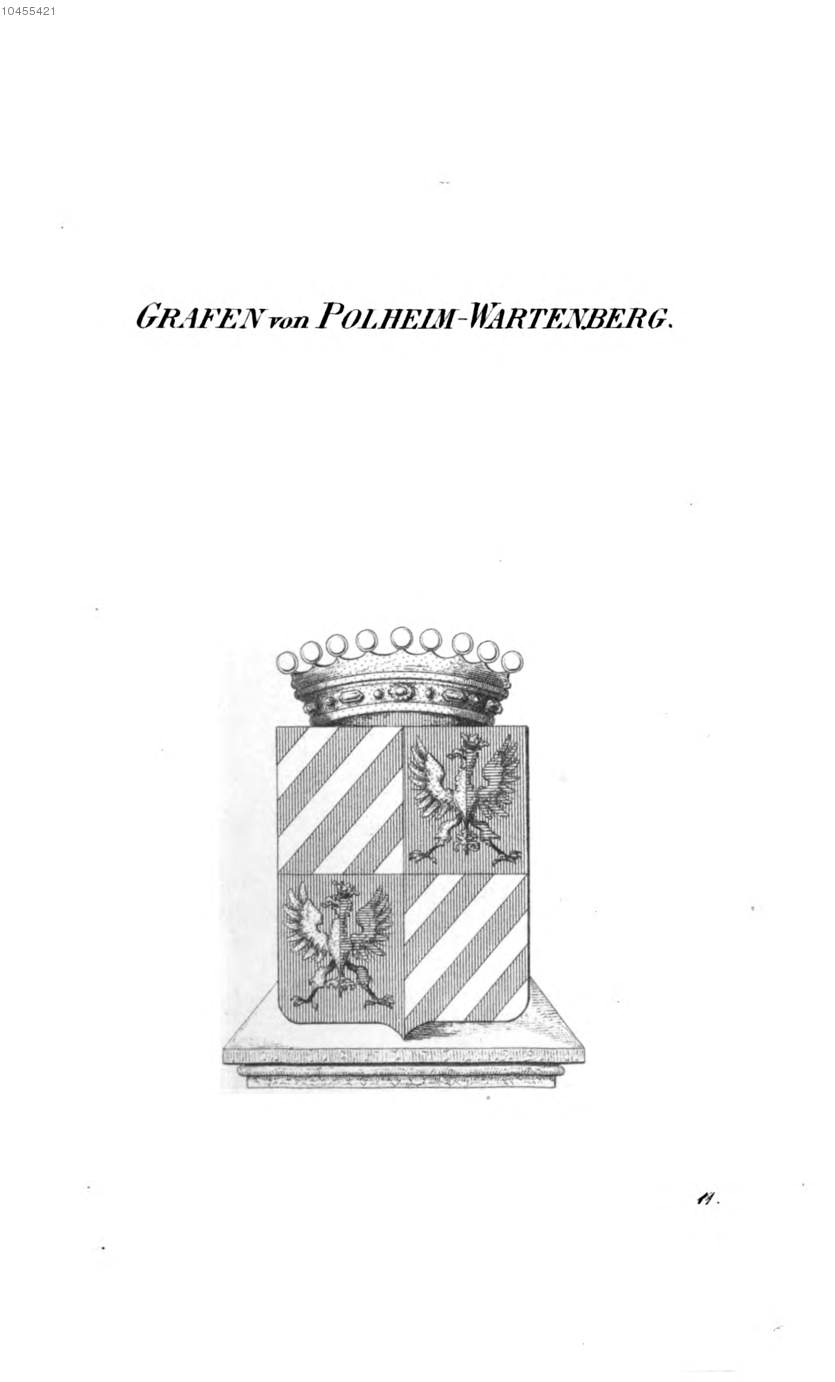
Gemehrtes Wappen der Grafen von Polheim [zu] Wartenburg, gekrönt, nach Tyroff (zwischen 1846 und 1865)
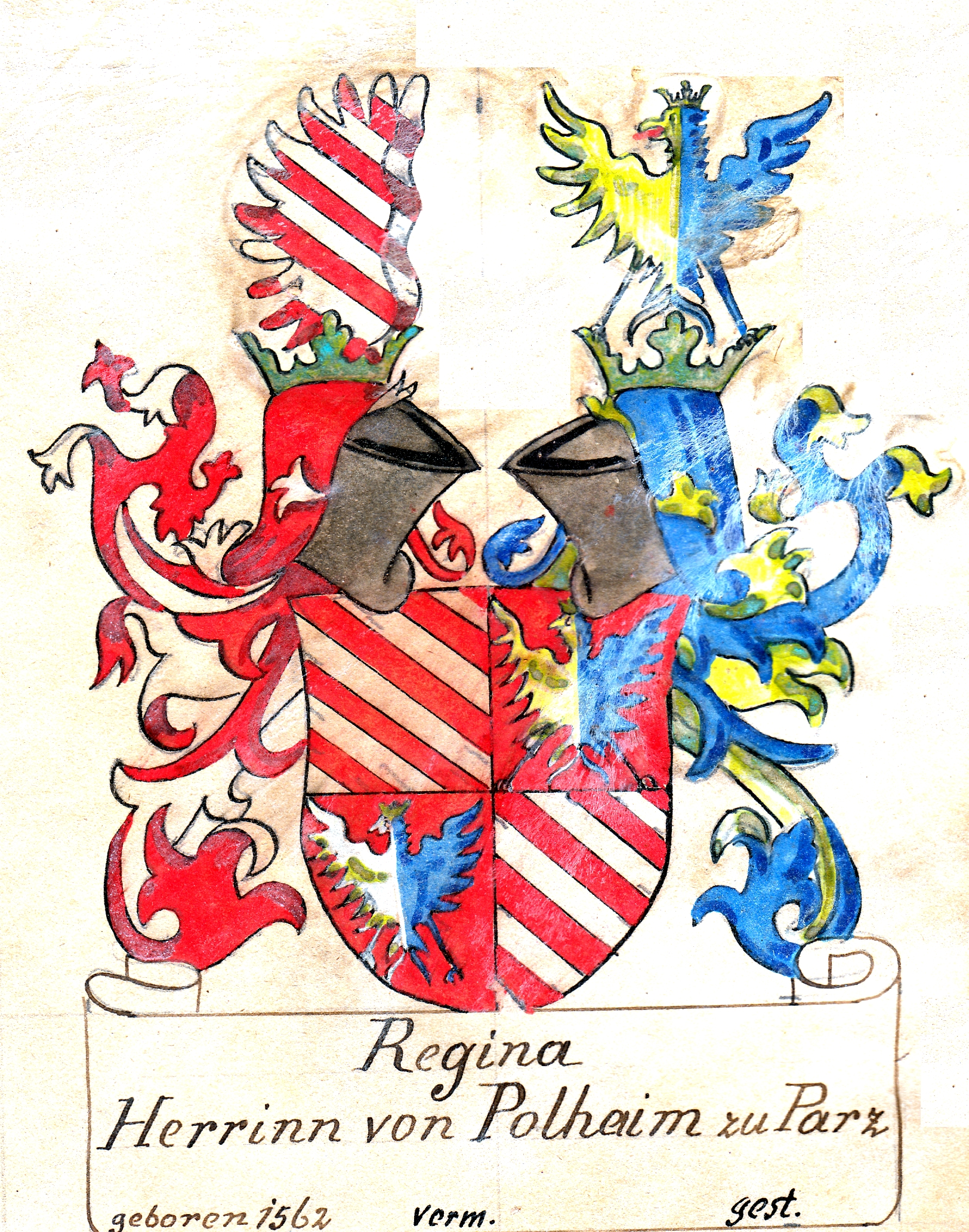
Gemehrtes Wappen der Regina Herrin von Polheim zu Parz,  Zeichnung (ca. 1890) von Ernst Graf Sprinzenstein ( Familienarchiv Sprinzenstein )
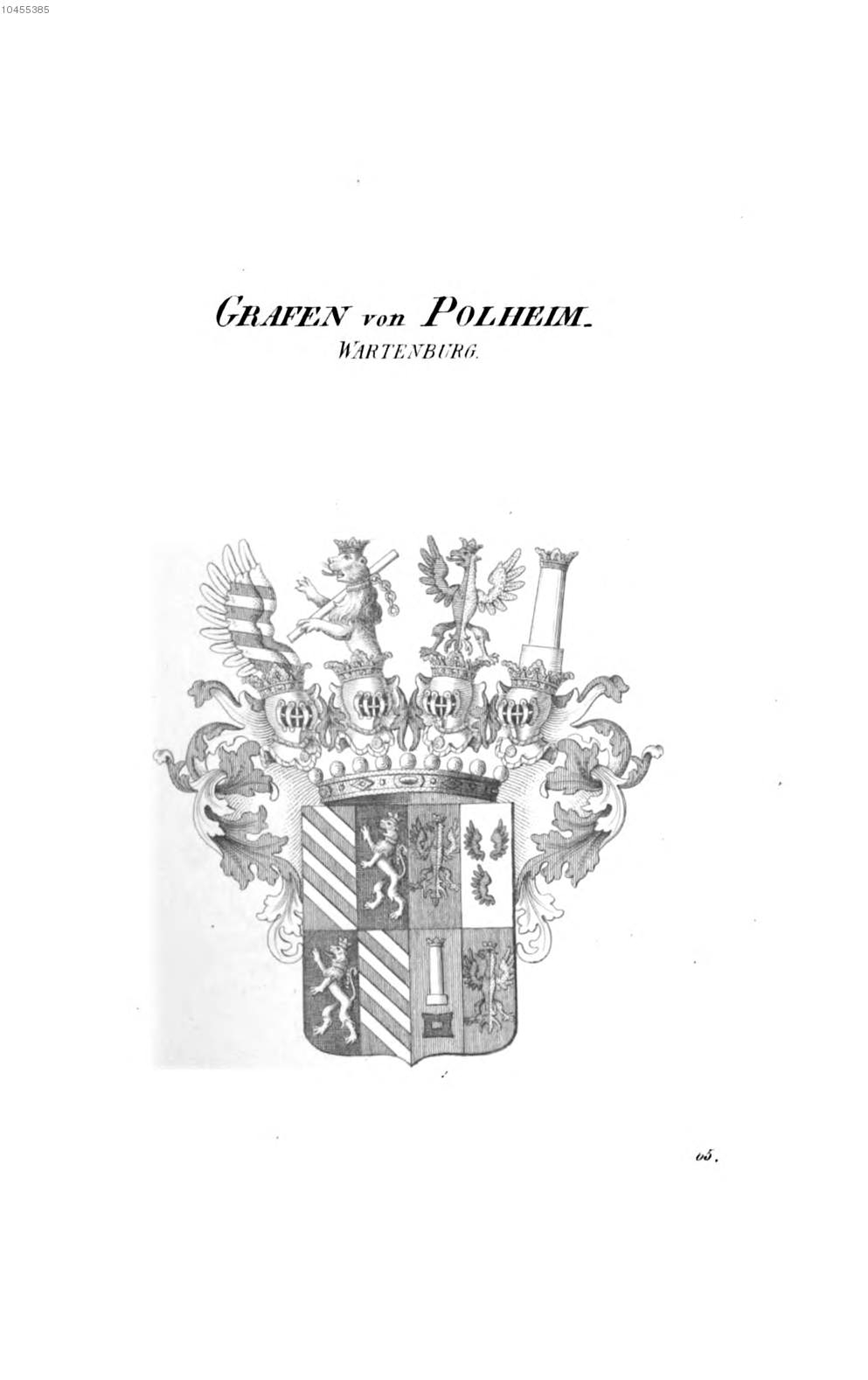
Gemehrtes Wappen der Grafen von Polheim [zu] Wartenburg, nach Tyroff (zwischen 1846 und 1865)
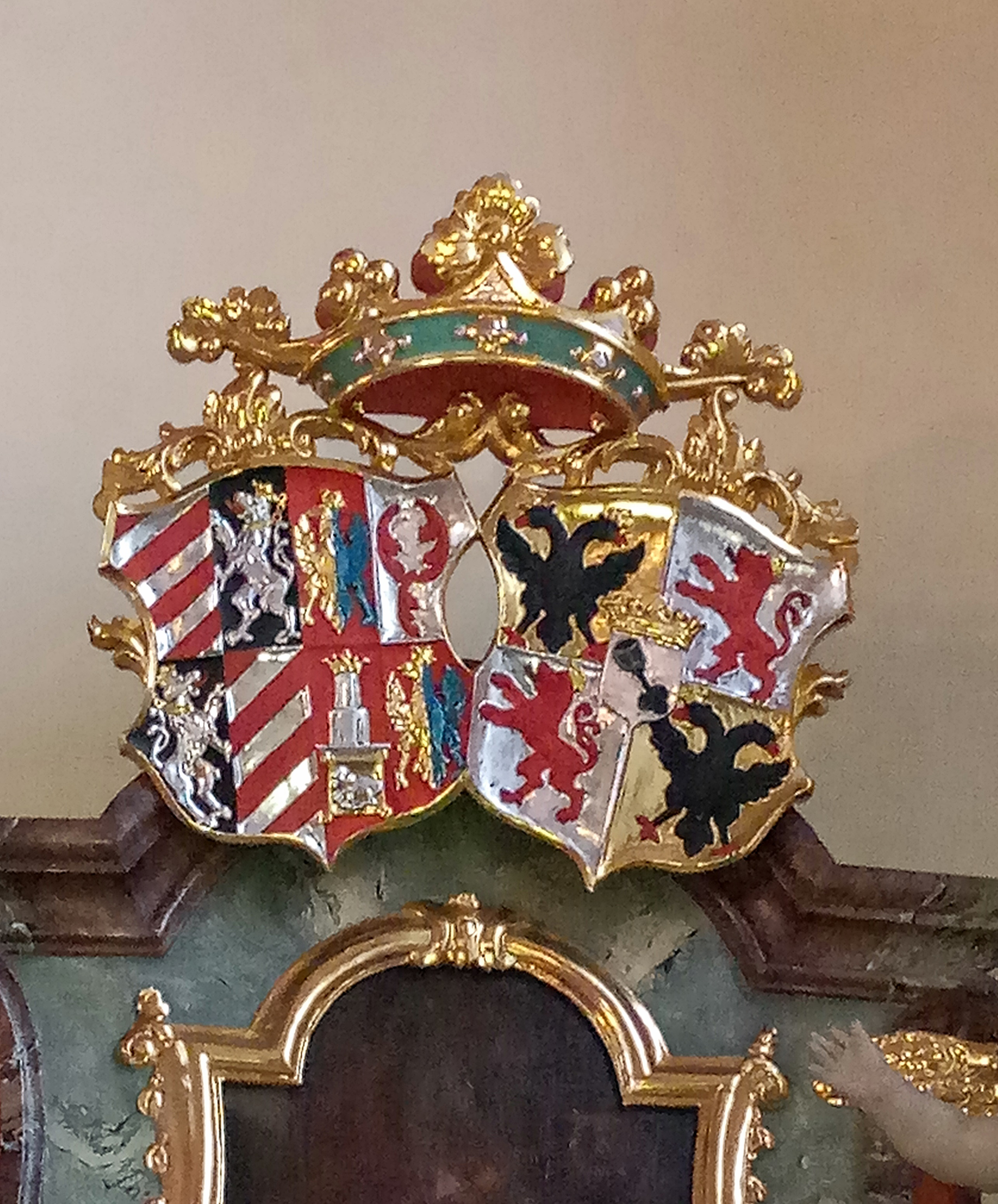
Allianzwappen der Grafen von Polheim und von Winkelhausen, am rechten Seitenaltar der kath. Kirche St. Pankratius in Schwetzingen

## Bekannte Familienmitglieder

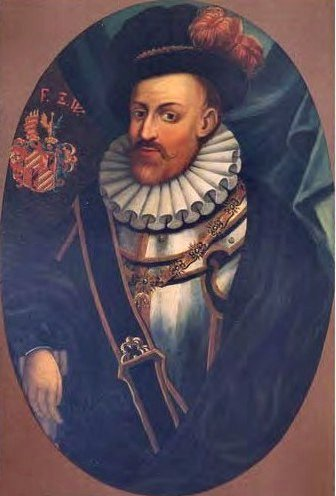
Wolfgang Freiherr von Polheim (1458–1512)

- Albero II. von Polheim[12] (* ?; † 1253): Landrichter von Österreich ob der Enns
- Wichard von Pohlheim (* 1237; † 1282): Passauer Bischof (1280–1282); vom 16. bis 20. Jahrhundert irrtümlich den Polheimern zugerechnet[13]
- Weichart von Polheim (* 1263; † 1315): Domherr (spätestens ab 1292), Dekan (1307) und Erzbischof (ab 1312) von Salzburg[14]
- Kasper von Polheim (* ?; † 1387 in Wien): letzter männlicher Erbe der alberonischen Linie;[15] Bruder von Martin von Polheim
- Martin von Polheim (* ?; † 1399): Abt des Stiftes Kremsmünster
- Martin II. von Polheim (* um 1450 Lichtenegg im Hausruckviertel; † 2. Juni 1498 in Steyr); Rat von Kaiser Maximilians I.

- Bernhard von Pollheim (* 1456; † 1504): Administrator der Diözese Wien (1500–1504)[16]
- Wolfgang von Polheim (* 1458; † 1512): Freiherr; von 1501 bis zum Tode Oberhauptmann und Regent in den niederösterreichischen Landen;[1] Ritter des Ordens vom Goldenen Vlies; Gründer des ersten Paulanerklosters in deutschen Landen in Oberthalheim bei Timelkam, wo er auch begraben ist[17]
- Reinprecht von Pollheim (* ?; † 1466): Verweser der Hauptmannschaft ob der Enns (1439–1449); im Minoritenkloster Wels begraben[18]
- Cyriak von Polheim (* 1495; † 1533): Sohn des Wolfgang von Polheim; unterstützte die Lehre Luthers; begraben in der St.-Anna-Kirche in Oberthalheim[17]
- Kasimir von Polheim (* ?; † 1565): begraben in der St.-Anna-Kirche in Oberthalheim[17]
- Hans Cyriak von Polheim und Wartenburg (* 1558; † 1582): Freiherr; Scholar Rektor der Universität Rostock (Wintersemester 1576-1577)
- Gundacker von Polheim (* 1575; † 1644): Stadtgründer von Grieskirchen (1613); kaiserlicher Kämmerer und Reichshofrat
- Seyfried von Polheim (* ?; † 1676): begraben in der St.-Anna-Kirche in Oberthalheim[17]
- Therese Wilhelmine von Pollheim-Winkelhausen (* ?; † 1757): kurpfälzische Obersthofmeisterin; Fürstäbtissin des Kanonissenstifts Lindau (1743–1757)

## Besitztümer

### Oberösterreich
Hauptsitze
- Schloss Polheim in Wels: im Besitz von etwa 1200 bis 1630
- Herrschaft Wartenburg: im Besitz von 1319 bis 1640
- Schloss Parz bei Grieskirchen: im Besitz von 1514 bis Mitte des 17. Jahrhunderts

Weitere Besitze
- Seisenburg bei Pettenbach: im Besitz von 1120 bis 1329
- Schloss Steinhaus in Steinhaus: im Besitz von vor 1257 bis 1629
- Schloss Weißenberg: im Besitz zwischen 2. Hälfte 13. Jahrhundert bis 1362
- Burg Rechberg: im Besitz im 14. und 15. Jahrhundert
- Schloss Irnharting: im Besitz zwischen 1479 und 1551
- Schloss Puchheim in Attnang-Puchheim: im Besitz von 1551 bis 1627

### Niederösterreich
- Der Feste Hof unterhalb von Schloss Hof in Engelhartstetten: im Besitz von 1507 bis um 1600

### Steiermark
- Schloss Burgau in Burgau (Steiermark)
- Schloss Neudau in Neudau
- Schloss Polheim, Teil von Schloss Seggau bei Leibnitz: im Besitz von 1369 bis 1575

## Der Stammbaum der Polheimer
(Quellen:)

### Linie der Herren von Polheim, begründet von Pilgram
Die älteste Linie der Polheimer wurde von Pilgram von Polheim begründet. Er lebte um 1073.
1: Pilgram von Polheim; lebte um 1073
2: Dietrich von Polheim; 1108 im Diensten von Markgraf Ottokar von Steyr
2: Weickhard I. von Polheim (*; † vor 1099); Herr zu Polheim und Wartenburg
3: Albero von Polheim; lebte um 1120; ledig gestorben
3: Friedrich von Polheim
3: Mainhard von Polheim; 1121 schenkte dem Kloster St. Nicolai vor Passau Güter
3: Heinrich von Polheim; Herr zu Seisenburg; lebte um 1126 (⚭) Adelheid
4: Arnold von Polheim; Herr von Wartenburg; Vogt des Klosters Traunkirchen
4: Gumbald von Polheim; lebte um 1150
4: Ulrich I. von Polheim; lebte um 1150
4: Weickhard II. von Polheim (*; † nach 1168); Herr zu Polheim und Wartenburg (⚭) Geuta von Rechberg
5: Weickhard III. von Polheim; lebte um 1189
5: Arnold von Polheim; lebte um 1189
5: Gundacker von Polheim; lebte um 1174
5: Albero I. (II.) von Polheim; Herr von Polheim (⚭) Agatha von Capellen
6: Dietrich von Polheim (*; † nach 1218 Kreuzzug von Damiette)
6: Hartneid von Polheim
6: Elisabeth von Polheim (⚭ 1213) Otto von Brechtoldsdorf
6: Adelheid von Polheim; 1225 Äbtissin im Kloster Traunkirchen
6: Ulrich II. von Polheim (*; † 1229); Herr von Polheim zu Seisenburg (⚭ 1180) Euphemia von Messenbach
7: Leopold von Polheim; 1235 bei einem Turnier in Würzburg
7: Mechtild von Polheim (⚭) Werner von Thurn; Ritter
7:  Albero II. (III.) von Polheim (*; † 1253); Herr von Polheim und Seisenburg; 1230–1240 Hauptmann ob der Enns (⚭) Chunegunde von Rohr
8: Heinrich II. von Polheim (*; † 1303); Herr zu Polheim und Rechberg; 1295 Hauptmann zu Enns (⚭) Geutha von Weissenberg  → Linie von Heinrich II. 1454 ausgestorben
8: Hedwig von Polheim (⚭ 1268) Conrad von Haßlau
8: Corona von Polheim (⚭ 1274) Ludwig von Zelcking
8: Agathe von Polheim (⚭ 1288) Otto Heußler von Wildenstein
8: Ursula von Polheim
8: Albero IV. von Polheim; Herr zu Polheim und Steinhaus (⚭) Clara von Pergau → Linie von Albero IV. 1399 ausgestorben
8: Albero d. J. von Polheim (*; † 1276)
8: Gundacker von Polheim; 1286 Domherr zu Passau
8: Arnold von Polheim; 1288 Canonicus zu St. Florian
8: Ortolph II. von Polheim; Herr zu Polheim und Seisenburg (⚭ 1274) Margarethe (oder Bertha) von Lonstorff
9: Cunigunde von Polheim (⚭ 1323) Conrad von Arnstein
8: Weickhard IV. von Polheim; 1289 Hauptmann ob der Enns (⚭) Agnes von Lobenstein
9: Gisla von Polheim (⚭ 1257) Heinrich Piber von Waldt
9: Otto von Polheim
9: Heinrich von Polheim (*; † nach 1283); Domherr zu Freisingen
9:  Weickhard V. von Polheim (* 27.12.1263; † 06.10.1315 Salzburg); Erzbischof von Salzburg
8: Philipp von Polheim (* 1260; † vor 1313); Herr zu Schärnstein, Ritter; Rat und Feldhauptmann des römisch-deutschen Königs Rudolf I. (⚭) Margarethe von Truchsen  → Linie begründet von Philipp
5: Düring von Polheim; Pfarrer zu Amstetten
5: Friederune von Polheim; Klosterfrau im Kloster Traunkirchen
4: Dietrich von Polheim; lebte um 1158 (⚭) Gertraud
4: Ortolph von Polheim; Ordensmann im Stift Kremsmünster

### Linie der Herren von Polheim, begründet von Albero IV. (1399 erloschen)
Albero IV. von Polheim war der Sohn von Albero III. von Polheim und Chunegunde von Rohr. Die von ihm begründete Linie ist 1399 erloschen.
1: Albero IV. von Polheim; Herr zu Polheim und Steinhaus (⚭) Clara von Pergau
2: Weickhard VI. von Polheim; Herr von Polheim, Ritter zu Rothkopff; Hauptmann zu Wels und Enns (⚭) Margaretha von Lahnstorff
3: Euphemia von Polheim (⚭ 1324) Hartneid von Traun
3: Ulrich von Polheim
3: Albero IX. von Polheim
3: Weickhard von Polheim (*; † nach 1324)
3: Reinprecht der Rothkopff von Polheim (*; † 1341); Herr zu Polheim und Wartenburg
(I. ⚭) Anna von Billichdorf
(II. ⚭) Anna Prueschenck
2: Albero V. von Polheim (*; † 1341); von Lachsendorff (⚭) Adelheid Tursin von Rauchenegg
3: Heinrich von Polheim; Domherr zu Freisingen, 1333 Pfarrer zu Bad Aussee
3: Stephan von Polheim
3: Gertraud von Polheim (*; † 1317)
2: Conrad von Polheim (⚭) Diemuth von Haag
3: Margaretha von Polheim (⚭) Seyfried von Zinzendorf
3: Weickhard IX. von Polheim (*; † 04.04.1357 Salzburg)
3: Ortolph IV. von Polheim
3: Gundacker von Polheim (*; † 1363) (⚭) Ursula von Walsee (*; † 1370)
3: Conrad von Polheim; Herr von Polheim und Scharnstein (⚭) Gisla von Truchsen
4: Weickhard XI. von Polheim; Domherr zu Salzburg
4: Heinrich von Polheim; Herr von Polheim und Steinhaus
4: Mechtild von Polheim (⚭) Hartneid von Sachsengang
2: Reinprecht von Polheim; 1313 und 1319 Hauptmann von Wels (⚭) Anna von Walsee
3: Erhard von Polheim; Herr zu Polheim, Steinhaus und Rechberg (⚭) Elisabeth Tursin von Rauchenegg
4: Anna von Polheim (⚭ 1357) Conrad Perner von Pernegg
4: Paul von Polheim (*; † nach 1357)
4: Wolfgang von Polheim; Herr zu Polheim und Wartenburg (⚭ 1364) Barbara von Prösing; Gräfin von St. Georgen und Prösing
5: Pilgram von Polheim
5: Weickhard XIV. von Polheim; Domherr zu Salzburg
5: Georg von Polheim (*; † 1400); Hauptmann zu Rannaridl (⚭) Dorothea von Neidberg
6: Martin von Polheim (*; † 06.07.1399); 1376 Abt im Stift Kremsmünster
6: Caspar von Polheim (*; † 15.06.1387)
3: Elisabeth von Polheim (*; † 1340)
(I. ⚭) Conrad von Kuchel
(II. ⚭) Nicolas Tannern
3: Adelheid von Polheim (*; † 1349) (⚭ 1324) Weickhard von Grantz
3: Diemuth von Polheim (*; † 1336 Salzburg); Äbtissin in Salzburg am Nonnberg

### Linie der Herren von Polheim, begründet von Heinrich II. (1454 erloschen)
Heinrich II. von Polheim war der Sohn von Albero III. von Polheim und Chunegunde von Rohr. Die von ihm begründete Linie ist 1454 erloschen.
1: Heinrich II. von Polheim (*; † 1303); Herr zu Polheim und Rechberg; 1295 Hauptmann zu Enns (⚭) Geutha von Weissenberg
2: Albero VI. von Polheim (*; † nach 1319)
2: Heinrich V. von Polheim; Herr zu Polhaim, Steinhaus und Rechberg; Hauptmann zu Enns (⚭) Anna von Hartheim
3: Peter I. von Polheim (⚭) Margaretha Stainer
4: Wolfgang von Polheim (*; † 1454); Herr zu Polheim und Wartenburg (⚭) Agnes Mautner von Katzenberg
4: Ursula von Polheim
4: Apollonia von Polheim
3: Hans von Polheim (*; † 1398); Herr von Polheim, Wartenburg und Scharnstein (⚭ 1381) Dorothea von Hochenberg
4: Peter von Polheim; 1417–1426 Pfarrer in Waldkirchen
4: Hartneid von Polheim (*; † 1438 Treffen bei Salnitz); Hauptmann Erzherzog Albrechts
4: Elisabeth von Polheim
3: Euphemia von Polheim; 1370 Äbtissin Kloster Traunkirchen
3: Heinrich von Polheim
3: Friedrich von Polheim
3: Dorothea von Polheim
2: Cunigunde von Polheim
2: Elisabeth von Polheim
(I. ⚭) Weickhard von Rabenstein
(II. ⚭) Conrad von Thiernstein
2:  Weickhard VII. von Polheim (* 25. Februar 1237 Wels, † 17. Dezember 1282); 1280 Bischof zu Passau

### Linie der Herren von Polheim, begründet von Philipp
Philipp von Polheim war der Sohn von Albero III. von Polheim und Chunegunde von Rohr. Ihre Nachkommen begründeten die Welser Linie, Wartenburgische Linie und die Leibnitzsche Linie der Polheimer.
1: Philipp von Polheim (* 1260; † vor 1313); Herr zu Schärnstein, Ritter; Rat und Feldhauptmann des römisch-deutschen Königs Rudolf I. (⚭) Margarethe von Truchsen
2: Adelheid II. von Polheim (*; † 1344); Obriste Kämmerin der Gemahlin von Herzog Albrecht II
2: Cunigunde III. von Polheim (*; † 1349) (⚭) N.N. von Ternberg
2: Werner II. von Polheim; Herr von Polheim und Rechberg
(I. ⚭ 1326) Adelheid von Weisseneck
3: Johann von Polheim (* vor 1330; † ) (⚭) Margarethe von Traun
(II. ⚭ 1330) Elisabeth von Hartheim
3: Adelheid von Polheim (* nach 1330; † ) (⚭) Heinrich von Rappach
3: Weickhard X. von Polheim (* nach 1330; † ) → Leibnitzsche Linie
(I. ⚭ 1340) Margarethe
(II. ⚭ 1366) Catharina von Leibnitz
3: Pilgram II. von Polheim (* nach 1330; † 1376); Herr zu Wartenburg und Rechberg (⚭) Margarethe von Thiernstein → Wartenburgische Linie
2: Gottfried von Polheim (* 1307; † 1371); von Schärnstein, Herr zu Lichtenegg und Parz (⚭ 1330) Brigitta von Marspach → Welser Linie
2: Albero VIII. von Polheim (* 1321; † 1357) (⚭) Gertraud Schenckin von Dobra

### Linie der Freiherren von Polheim, Wels, Lichtenegg und Parz (Welser Linie)
Die Welser Linie der Polheimer wurde durch Gottfried von Polheim begründet. Er war der Sohn von Philipp von Polheim und Margarethe von Truchsen.
1: Gottfried von Polheim (* 1307; † 1371); von Schärnstein, Herr zu Lichtenegg und Parz (⚭ 1330) Brigitta von Marspach
2: Margarethe von Polheim (*; † 1415) (⚭ 1370) Heinrich von Silberberg
2: Anna von Polheim (⚭ 1364) Otto von Flachenegg
2: Agnes von Polheim (*; † 1380) (⚭) Hartneid von Losenstein
2: Margarethe d. J. von Polheim
2: Andreas von Polheim (*; † 30.11.1420); zu Tegernbach
(I. ⚭) Ehrentraud von Zinzendorf; von Nussdorf (*; † ca. 1385)
(II. ⚭) Barbara von Haußbach
3: Reinprecht III. von Polheim (*; † 29.05.1466); 1439–1449 Verweser der Hauptmannschaft ob der Enns (⚭ 1435) Elisabeth von Starhemberg (*; † 10.09.1482)
4: Elisabeth IV. von Polheim (*; † 09.10.1472)
4: Anna IV. von Polheim
4: Martin II. von Polheim (*; † 02.06.1498 Steyr); Herr zu Lützelberg; Geheimer Rat Kaiser Maximilians I. (⚭) Regina von Lichtenstein
5: Sigmund Ludwig von Polheim (* 1494 Innsbruck; † 14.06.1544 Wildbad Gastein); Herr zu Polheim in Wels und Steinhaus (⚭ 05.02.1521 Schloss Bockfließ, NÖ) Anna von Eckartsau (*, † 07.02.1535 Wels)
6: Erhard von Polheim (*; † 1534)
6: Regina von Polheim (* 30.01.1522, † 08.10.1572 Wels)
(I. ⚭ 03.03.1538 Wels) Johann von Schaumburg (*; † 31.05.1551 Linz); Graf von Schaumburg
(II. ⚭ 30.06.1553) Erasmus I. von Starhemberg (* 1503; † 10.07.1560)
6: Rosina von Polheim (* 07.01.1524; † 11.08.1577)
(I. ⚭ 30.11.1540) Weickhard XIX. von Polheim (* 20.01.1519; † 05.11.1551); Freiherr von Polheim zu Wartenburg und Lützelberg
(II. ⚭ 08.05.1558) Adam Hofmann; Freiherr; Inhaber der Burgvogtei Wels
6: Paul Martin von Polheim (* 25.01.1525 Wels, † 17.12.1588 Altenburg in Thüringen); 1566 beim ungarischen Feldzug gegen die Türken (⚭ 17.10.1568 Weimar) Margarethe Schencken (*; † 25.01.1614)
6: Johanna von Polheim (* 04.04.1526; † 1575 Wien) (⚭ 1568 Hohenwang) Ulrich von Scherffenberg; auf Hohenwang
6: Andreas III. von Polheim (* 15.01.1528 Wels, † 21.08.1589 Wels); Landrat in OÖ
(I. ⚭ 20.10.1554 Wels) Maria Salome Schiferin
7: Andreas Wolff von Polheim (* 02.12.1557 Wels, † 16.02.1592 Ottenschlag); Herr zu Aggstein und Ottenschlag; Rektor zu Wittenberg (⚭ 20.05.1582 Wels) Anna von Polheim (* 30.08.1562; † 03.02.1617 Aggstein)
7:  Sigmund Ludwig von Polheim (* 26.11.1565; † 16.02.1622); Herr zu Polheim in Wels und Irnharting; Landeshauptmann in OÖ
(I. ⚭ 25.02.1590 Wels, Schloß Polheim) Anna Sophia von Trautmannsdorf zu Topenbach (* 1574, † 08.12.1597 Wels, Schloß Polheim)
(II. ⚭ 07.02.1599 Wels, Schloß Polheim) Margarete von Starhemberg (* 1573; † 29.01.1620 Schloß zu Linz)
(III. ⚭ 10.02.1622) Anna Catharina von Kainach
(II. ⚭ 09.01.1569) Margareta von Puchheim
7: Maria von Polheim (* 1570; † )
7: Maximilian II. von Polheim (* 1572; † 15.05.1616 Schloss Gobelsburg); zu Ottenschlag, Raspach und Goblspurg (⚭ 19.09.1599 Schloss Sierndorf) Elisabeth von Zelcking
8: Carl von Polheim
8: Albrecht von Polheim
8: Ludwig von Polheim
8: Sigmund von Polheim (* 1615; † 27.02.1616)
7: Adam von Polheim (* 1574; † 24.12.1597 Schloss Raspach)
6: Ludwig II. von Polheim (* 13.10.1529; † 06.01.1608); zu Lichtenegg
(I. ⚭ 15.06.1568 Wels, Lichtenegg) Elisabeth von Starhemberg (* 1544; † 02.02.1580)
7: Anna Johanna von Polheim (* 1568; † )
7: Benigna von Polheim (* 1569; † 1617)
7: Rosina von Polheim (* 1569; † )
(I. ⚭ 1587) Carl von Gera
(II. ⚭ 1598) Hans Friedrich von Herberstein
7: Heinrich von Polheim (* 1569; † 1579)
7: Christina von Polheim (* 1571; † )
7: Reinprecht IV. von Polheim (* 30.09.1571; † 15.05.1615 Linz); Herr zu Polheim, Lichtenegg, Parz und Steinhaus; 1592 Rektor in Jena (⚭ 1609) Johanna von Puchheim
8: Salome Elisabeth von Polheim
8: Heinrich Julius von Polheim (* 1611; † )
8: Ludwig Albrecht von Polheim (* 1612; † )
8: Helmhard Christoph von Polheim (* 1613; † )
7: Gottfried von Polheim (* 1572; † 1629); Herr zu Polheim auf Parz und Lichtenegg; Mundschenk bei Herzog Matthias (⚭ 1604) Elisabeth von Eck
8: Anna Elisabeth von Polheim (* 1606; † 28.12.1642) (⚭) Matthias von Stubeck zu Königstein
8: Sabine von Polheim (* 1607; † ) (⚭) Johann Ulrich von Concin; Graf
8: Johann Helmhart von Polheim (* 1608; † 1609)
8: Johann Wilhelm von Polheim (* 1611; † 1631 Maastricht)
8: Tobias von Polheim (* 1612; † ) (⚭) Susanne Catharina Teuflin
8: Georg Engelbrecht von Polheim (* 1615; † 1633 Regensburg)
8: Christian Ludwig von Polheim (* 1617; † ) (⚭) N. Bauerin
7: Maria Magdalena von Polheim (* 1573; † 1616) (⚭ 05.05.1596) Helmhard Jörger zu Tollet
7: Gundakar von Polheim (* 04.04.1575 Wels, Schloss Polheim, † 08.01.1644); Verordneter zum Herrenstand von NÖ (⚭ 08.07.1599 Wien) Barbara von Pranckh
8: Susanne Barbara von Polheim
8: Ludwig Friedrich von Polheim (* 1601; † 1605)
8: Maria Elisabeth (* 1601; † )
8: Sigmund Rudolph von Polheim (* 11.09.1602; † 1657); Herr zu Polheim auf Goblspurg, Ottenschlag und Deutsch-Altenburg (⚭) Eva Catharina Strein (*; † 29.06.1653)
9: Ehrnreich Ludwig von Polheim
9: Ernst Hanibal von Polheim
9: Maximilian Gundacker von Polheim (* 19.12.1634; † ); Herr vom Polheim zu Weyr
(I. ⚭) Anna Felicitas von Geyersperg
(II. ⚭) Dorothea Khulmerin von Rosenbichel
10: Eva Dorothea von Polheim
10: Weickhard Ludewig von Polheim; Freiherr von Polheim, Herr zu Weyr (⚭) Maria Anna von Gurland
8: Hans Reichard von Polheim (* 1603; † )
(I. ⚭) Anna Susanne von Gera (* 1602; † 1647)
9: Eleonore Susanne von Polheim (⚭) Wolff Ehrenreich von Prösing; Freiherr
9: Ehrenreich Gundacker von Polheim (* 1627; † )
9: Franz Ludewig von Polheim (* 04.09.1629; † 1654)
9: Barbara Emerentiane von Polheim (* 24.04.1630 Michelstätten; † 26.04.1684 Regensburg) (⚭) Ehrenreich Ferdinand von Neydeck; Freiherr
9: Isabella Constantie von Polheim (* 06.08.1631; † )
9: Weickard Achill von Polheim (* 10.05.1635; † ) (⚭) Eva Schifer
10: Susanne Barbara von Polheim (⚭) Carl Ferdinand von Prösing; Freiherr
(II. ⚭) Justine von Traun
8: Ferdinand Ehrenfried von Polheim (* 1604; † 1654) (⚭) Maria Magdalena von Trautmannsdorf; Freiherrin
8: Hans Adam von Polheim (* 1605; † 1658)
(I. ⚭) Maria Magdalena von Trautmannsdorf; Freiherrin
(II. ⚭) Regina von Eck; Freiherrin
9: Paul Gundacker von Polheim (* 23.04.1642; † )
9: Rudolph Maximilian von Polheim (* 09.05.1644; † )
9: Susanne Elisabeth von Polheim (* 04.01.1647; † ) (⚭) Maximilian von Auersperg; Graf
9: Johann Volckhard von Polheim (* 11.09.1648; † )
8: Matthias von Polheim (* 13.07.1608; † 03.06.1673 Wien) (⚭) Dorothea Maria von Herberstein
9: Eberhard Matthias Julius von Polheim; Kurfürstlicher Kammerherr und Rittmeister
8: Regina (* 1609; † 1609)
7: Philipp von Polheim (* 1578; † 1602 Zürichsee in Seeland)
(II. ⚭) Maria Magdalena von Losenstein (*; † 11.04.1582)
(III. ⚭) Anna von Prag (*; † 1602)
7: Heinrich IX von Polheim (* 24.05.1584 Wels, Lichtenegg, † 03.02.1618 Wels, Lichtenegg); Herr zu Polheim, Lichtenegg, Parz und Steinhaus (⚭ 13.07.1608 Schloss Parz) Maria Khevenhüller
8: Anna Christina von Polheim (* 03.02.1618; † ) (⚭ 1630) Sigmund Ludwig von Scherffenberg; Freiherr
6: Sigmund von Polheim (* 28.02.1531 Wels, † 16.09.1598 Schloss Parz); Herr zu Polheim, Parz und Steinhaus; Verordneter des Herrenstandes in Oberösterreich (⚭ 30.05.1557 Wels) Potentiana von Hohenfeld (* 1537; † 18.10.1582 Linz)
7: Rosina von Polheim
7: Judith von Polheim
7: Potentiana von Polheim
7: Georg Reinprecht von Polheim (* 21.04.1558; † 12.07.1608) (⚭ 1585) Christine Strein; Herrin von Schwartzenau
7: Anna Maria von Polheim (* 1559; † 1560)
7: Regina von Polheim (* 03.07.1562; † ) (⚭ 1580) Hans Friedrich von Zinzendorf
7: Maria Salome von Polheim (* 06.02.1564; † )
(I. ⚭ 1583) Lasla von Chuenring
(II. ⚭ nach 1583) Günther von der Goltz; Freiherr
7: Anna Susanne von Polheim (* 11.07.1565; † 1617) (⚭) Johann Wilhelm von Grünberg
6: Anna von Polheim (* 1535; † 1536)
5: Marie Salome von Polheim (* 1496; † 1534) (⚭) Achaz von Losenstein
4: Andreas II. von Polheim (*; † 1496); Kämmerer bei Kaiser Friedrich III. und Maximilian I.
4: Hans von Polheim (*; † 1492)
4: Sigmund II. von Polheim (*; † 21.03.1505); 1493 Hauptmann zu St. Pölten, 1501 Regent in OÖ
3: Paulus von Polheim (*; † 1440); 1429 Probst zu Passau; Domherr zu Passau 1394
3: Ruprecht von Polheim (*; † 27.03.1448 Wien)
3: Magdalena von Polheim (⚭) Christoph von Rappach
3: Sigismund von Polheim (* 1410; † 02.01.1428 Wien) (⚭) Waltpurg Hauserin (*; † 1453)
3: Gottfried II von Polheim (* 1415; † 1444)
2: Nicolas von Polheim (⚭ 1354) Dorothea von Zelcking

### Linie der Freiherren von Polheim (Leibnitzsche Linie)
Die Leibnitzsche Linie der Polheimer wurde durch Weickhard von Polheim begründet. Er war der Sohn von Werner II. von Polheim und Elisabeth von Hartheim.
1: Weickhard X. von Polheim (* nach 1330; † )

(I. ⚭ 1340) Margarethe

(II. ⚭ 1366) Catharina von Leibnitz
2: Pilgram von Polheim
2: Weickhard XIII. von Polheim; Herr zu Polheim und Leibnitz (⚭) Wandula von Perneck
3: Agnes von Polheim (*; † 1418) (⚭ 1396) Kaspar I von Starhemberg (*; † 05.02.1418)
3: Weickhard von Polheim; Herr zu Polheim und Leibnitz
(I. ⚭) Barbara von Zinzendorf
(II. ⚭) Anna von Stubenberg
3: Friedrich von Polheim; Herr zu Polheim und Leibnitz; Rat bei König Ladislaus
(I. ⚭ 1398) Helene Schenckin von Osterwitz
(II. ⚭) Catharina von Neidberg
4: Wilhelm von Polheim
4: Ulrich von Polheim; reist 1436 mit Kaiser Friedrich III. ins Heilige Land
4: Weickhard von Polheim (⚭) Wandula von Perneck
5: Veronica von Polheim (⚭ 1518) Wolf von Starhemberg
5: Seyfried von Polheim; 1489 am Hof Kaiser Friedrichs III. (⚭) Barbara von Baumkirchen
5: Wandula von Polheim
5: Erhard von Polheim (* 1464; † 08.10.1538); Herr zu Polheim und Leibnitz; 1512 Hauptmann zu Pettau (⚭) Catharina von Mersch (*; † 14.04.1511); Gräfin von Mersch und Kirchberg
6: Weickhard XX. von Polheim; Herr zu Polheim und Leibnitz
(I. ⚭) Martha von Zelcking
7: Hippolyte von Polheim
7: Justine von Polheim
(I. ⚭) Peter Wilhelm von Zelcking
(II. ⚭ 1594 Wien) Stencko von Rosenthal
(III. ⚭) Daniel Rhuen von Belasi
7: Wandula von Polheim (*; † 1563) (⚭) Wolff Wilhelm von Zelcking
7: Victor Virgilium von Polheim (* 1529; † 1564)
(II. ⚭) Helene von Hohenfeld
6: Hans von Polheim; Herr zu Polheim und Leibnitz
7: Balthasar von Polheim
7: Gaudenz von Polheim; Herr zu Polheim und Leibnitz; Kämmerer bei Kaiser Ferdinand
7: Georg Erhard von Polheim (* 1524; † 20.10.1570); Herr zu Polheim und Leibnitz (⚭ 1566) Magdalena von Starhemberg (* 1524; † 1573)
7: Catharina von Polheim (* 1524; † ) (⚭) Marquard von Chuenring
(I. ⚭) Anna von Hohenfeld
(II. ⚭) Juliane von Stubenberg
(III. ⚭ 1536) Rosina von Saurau
(IV. ⚭) Anna von Schärffenberg
(V. ⚭ 1549) Esther Pöglin
(VI. ⚭) Amalie Hagen
6: Hippolyte von Polheim (* 1500; † )
(I. ⚭) Caspar von Stubenberg
(II. ⚭) Balthasar von Gleinitz
6: Gaudenz von Polheim (* 1504; † )
5: Rosa von Polheim (* 1471; † 1537) (⚭) Wilhelm von Eckartsau (*; † 1507)
3: Seyfried von Polheim
2: Georg von Polheim (*; † 1383) (⚭) Clara Heußlerin von Wildenstein (*; † 03.07.1379)
2: Sidonia von Polheim (⚭) Philipp von Totzenbach
2: Catharina von Polheim (⚭ 1393) Georg Schencken von Osterwitz

### Linie der Freiherren und Grafen von und zu Polheim (Wartenburgische Linie)
Die Wartenburgische Linie der Polheimer wurde durch Pilgram II. von Polheim begründet. Er war der Sohn von Werner II. von Polheim und Elisabeth von Hartheim.
1: Pilgram II. von Polheim (* nach 1330; † 1376); Herr zu Wartenburg und Rechberg (⚭) Margarethe von Thiernstein
2: Weickhard XII. von Polheim; Herr zu Polheim, Wartenburg und Rechberg; Ritter; 1410 Burggraf zu Steyr
(I. ⚭) Dorothea von Totzenbach
3: Apollonia von Polheim (⚭ 1424) Georg von Puchheim
3: Dorothea von Polheim
(I. ⚭ 1414) Peter von Falckenstein
(II. ⚭ 1425) Georg von Puchberg
3: Willibald von Polheim; Herr zu Polheim und Wartenburg; Hauptmann zu Obernberg (⚭) Anna von Hohen-Rechberg
4: Magdalena von Polheim
(I. ⚭ 1434) Rudolph von Losenstein
(II. ⚭ 1446) Hans von Traun
4: Wolfgang von Polheim (*; † 1465); Freiherr zu Polheim (⚭) Magdalena Rambseiderin
5: Ludewig von Polheim (*; † 1450 Wien)
5: Wandula von Polheim
5: Margerethe von Polheim (⚭) N.N. Mössenbeck
4: Leonhard von Polheim
4: Anna von Polheim
3: Weickhard XV. von Polheim (*; † 14.09.1464); Herr zu Polheim und Wartenburg; Oberhauptmann zu Salzburg
(I. ⚭) Elisabeth von Seiboldstorff (*; † 1450)
4: Georg von Polheim (* 1446; † )
(II. ⚭) Barbara von Traun
4: Weickhard XVII. von Polheim (* nach 1450; † 1489 Passau); Herr zu Polheim und Wartenburg; Kämmerer beim Bischof von Passau
4: Achaz von Polheim (* 1451; † )
4:  Bernhard von Polheim (* 1456; † 13.01.1504); 1478 Rektor an der Universität zu Padua
4:  Wolfgang IV. von Polheim (* 31.10.1458; † 11.11.1512); Herr zu Polheim, Wartenburg und Puchheim (⚭ 24.08.1494 Mechelen) Johanna von Borsell (Borsselen) (* 1476; † 1509); Gräfin von der Veer (Tochter von Wolfhart VI. von Borsselen, Marschall von Frankreich)
5: Cyriak von Polheim (* 06.06.1495; † 02.07.1533 Linz); Freiherr zu Polheim und Wartenburg; Hauptmann in Oberösterreich (⚭ 27.09.1517) Elisabeth von Öttingen (* 1503; † ); Gräfin von Öttingen
6: Weickhard XIX. von Polheim (* 20.01.1519; † 05.11.1551); Freiherr von Polheim zu Wartenburg und Lützelberg (⚭ 30.11.1540) Rosina von Polheim (* 07.01.1524; † 11.08.1577)
7: Anna Maria von Polheim (* 28.09.1541; † 25.02.1542)
7: Cyriac von Polheim (* 25.02.1542; † 31.07.1570); Freiherr zu Polheim und Wartenburg
7: Sigmund Ludwig von Polheim (* 02.08.1545; † 29.07.1576); Freiherr zu Polheim und Wartenburg; Rektor Magnificus zu Wittenberg (⚭) Anna von Prag (*; † 1602)
8: Wolfgang von Polheim (* 17.09.1571; † ); Freiherr zu Polheim und Wartenburg (⚭ 26.01.1604) Anna Maria von Pranckh (*; † 12.12.1616)
9: Wolf Carl von Polheim (* 14.09.1601; † ); Freiherr zu Polheim und Wartenburg
(I. ⚭ 28.04.1628 Straßburg) Elisabeth von Mörspurg
10: Wolf Sigmund von Polheim (* 30.11.1631; † 05.04.1653)
(II. ⚭ 03.07.1660) Maria Elisabeth von Windischgräz
10: Maria Elisabeth von Polheim (* 12.05.1633; † ) (⚭) Wolfgang von Hohenfeld (* 1616; † )
9: Sigmund Ludwig von Polheim (* 24.09.1604; † ); Freiherr zu Polheim und Wartenburg (⚭ 16.01.1639) Maria Jacobine von Tattenbach
10: Johann Ludwig von Polheim (* 1642; † ); Freiherr zu Polheim und Wartenburg (⚭ 22.02.1667 Wels) Christine Theresia von Schallenburg
11: Franz Ludwig von Polheim (*; † 07.05.1721); Graf zu Polheim und Wartenburg; 1721 Reichsgraf unter Kaiser Karl VI. (⚭) Sophia Elisabeth Theresia Englin (*; † 04.05.1714 Wien); Gräfin und Freyin von Wagram
12: Maria Sophia Antonia von Polheim (*; † 18.06.1727) (⚭) Wolfgang Maximilian von Auersperg
12: Maria Francisca von Polheim; im Augustinerkloster St. Jakob in Wien
12: Maria Anna von Polheim (*; † nach 1732)
12: Maria Rosalia von Polheim (*; † nach 1732)
12: Franz Adam von Polheim; Graf von Polheim und Wartenburg; Landesrechtsbeisitzer in NÖ (⚭) Leopoldine von Tavernat
13: Franz Joseph von Polheim (* 1728; † )
12: Johann Ehrenreich von Polheim
12: Franz Georg von Polheim
12: Franz Joseph von Polheim
11: Ehrenreich Andreas von Polheim (*; † 1735); Graf und Herr von Polheim und Wartenburg
(I. ⚭ 18.11.1710 Augsburg) N. Freyin von Gimmenich zu Platen
(II. ⚭ 1723) Therese von Winkelhausen (kurpfälzische Obersthofmeisterin, als Witwe Fürstäbtissin des Kanonissenstifts Lindau)
11: Christoph Gottfried von Polheim; Kaiserl. Hauptmann
11: Weickhard Ludwig von Polheim (*; † 13.04.1697 Augsburg); am Hofe des Bischofs von Augsburg
11: Ehrenbert Weickhard von Polheim (*; † nach 1737); Domherr zu Augsburg
11: Maria Francisca von Polheim
11: Maria von Polheim; Ordensname Sr. Maria Quinanda; im Dominikanerinnenkloster zu Windhag
11: Eva Beate von Polheim (*; † 04.03.1721) (⚭) Franciscus Ferdinand Wiellinger von der Au; Herr zu Innernsee
8: Friedrich von Polheim (* 23.07.1573; † 29.01.1626); Freiherr zu Polheim und Wartenburg (⚭) Maria von Polheim (* 26.12.1560; † 19.03.1620)
7: Seyfried von Polheim (* 03.07.1548; † 05.10.1576); Freiherr zu Polheim und Wartenburg
6: Wolfgang von Polheim und Wartenburg (* 02.06.1520; † 17.03.1559)
6: Barbara von Polheim (* 04.12.1521 Graz; † 18.03.1560) (⚭ 1547) Andreas Pögl; Freiherr
6: Friedrich von Polheim (* 1524; † 1543 Wittenberg); Universität zu Wittenberg
6: Emerentia von Polheim (* 14.01.1524 Puchham; † 23.07.1551) (⚭ 1550) Wolff von Peckheim
6: Maximilian von Polheim (* 05.10.1525 Wels, † 20.04.1570); Freiherr zu Polheim und Wartenburg; Kämmerer und Hauptmann unter Kaiser Ferdinand I. und Maximilian II. (⚭) Judith von Weißenbach (*; † 05.11.1578)
7: Barbara von Polheim (* 10.06.1553 Forchtenstein; † 10.03.1557)
7: Hans Cyriac von Polheim (* 05.04.1558; † 08.02.1582); Freiherr zu Polheim; Rektor Magnificus in Rostock (⚭) Magdalena von Lichtenstein
7: Elisabeth von Polheim (* 05.12.1558 Eisenstadt; † 08.12.1558)
7: Judith von Polheim (* 05.03.1559; † 1613 Linz)
(I. ⚭ 1575 Wien) Nicolas zu Salm; Graf zu Salm und Neuburg am Inn
(II. ⚭ 06.01.1585 Wels) Otto Bernhard von Traun
7: Maria von Polheim (* 26.12.1560; † 19.03.1620)
(I. ⚭) Friedrich von Polheim (* 23.07.1573; † 29.01.1626); Freiherr zu Polheim und Wartenburg
(II. ⚭ 1578) Eustachio von Althan
7: Johanna von Polheim (* 14.06.1561; † ) (⚭ 09.02.1578 Wien) Sebastian Grabner zu Rosenburg
7: Anna von Polheim (* 30.08.1562; † 03.02.1617 Aggstein) (⚭ 20.05.1582 Wels) Andreas Wolff von Polheim (* 02.12.1557 Wels; † 16.02.1592 Ottenschlag); Herr zu Aggstein und Ottenschlag; Rektor zu Wittenberg
7: Esther von Polheim (* 1567; † 1593) (⚭ 17.06.1582 Schloss zum Wald) Sigismund Greyffen zum Wald
6: Casimir von Polheim (* 13.11.1526; † 29.09.1565); Freiherr zu Polheim, Wartenburg und Puchheim
(I. ⚭ 07.09.1550 Wels) Euphemia von Stubenberg (*; † 1563)
7: Weickhard von Polheim (* 1553; † 25.05.1609 Linz); Freiherr von Polheim; Herr zu Puchheim; Feldhauptmann ob der Enns (⚭ 26.06.1574 Schloss Speckfelden) Sabine Schenckin (*; † 16.08.1613 Puchham); Semper-Freiherrin von Limburg
8: Susanne von Polheim (⚭) Christian Ludwig Schenck; Semper-Freiherr von Limburg
8: Casimir von Polheim
8: Gottfried von Polheim
8: Carl von Polheim
8: Heinrich von Polheim
8: Hans Georg von Polheim
8: Polixena von Polheim
8: Adelheid von Polheim
8: Eva von Polheim (* 13.03.1576; † 19.07.1621 Baden) (⚭ 20.02.1594 Linz) Sigismund Adam von Traun
8: Weickhard von Polheim (* 1582; † ); Freiherr zu Polheim und Puchheim; 1619 Verordneter des Herrenstandes in Oberösterreich (⚭ 22.06.1614 Schloss Puchham) Susanne Regina Zelcking
9: Judith Sabine von Polheim (⚭) Erasmus von Starhemberg
9: Anna Sabine von Polheim
9: Wolf Wilhelm von Polheim (* 1615; † )
9: Hans Wilhelm von Polheim (* 1616; † )
9: Maria Salome von Polheim (* 04.01.1618; † ) (⚭ 1640) Freiherr Hans Joachim von Zinzendorf
9: Hans Cyriac von Polheim (* 1619; † )
8: Felicitas von Polheim (* 1583; † 1608) (⚭ 12.09.1599 Linz) Georg Wilhelm Jörger zu Tollet
8: Georg Achaz von Polheim (* 1588; † ); Freiherr von Polheim; Herr zu Pruck an der Aschach (⚭ 04.09.1617 Linz) Magdalena von Herberstein
9: Sabine Rosina von Polheim (* 1618; † ) (⚭) Hans Carl von Zinzendorf
9: Carl von Polheim (* 15.06.1618; † )
8: Regina von Polheim (* 1589; † ) (⚭ 1616) Conrad Schenck; Semper-Freiherr von Limburg
7: Susanne von Polheim (* 1554; † ) (⚭) Hans Friedrich von Zinzendorf
(II. ⚭ nach 1563) Barbara von Prösing; Gräfin von Prösing
5: Anna von Polheim (* 1496; † )
5: Magdalena von Polheim (* 1497; † ) (⚭) Georg (Jörg VI.) von Lichtenstein zu Nicolspurg
5: Margarethe von Polheim (* 1498; † ); Ordensname Sr. Johanna; Nonne in St. Peter in Salzburg
5: Wolfgang von Polheim (* 1500; † 1506)
5: Susanne von Polheim (* 1502; † ) (⚭ 1518) Johann VI. von Starhemberg (* 1494; † ca. 1534)
5: Johanna von Polheim (* 1503; † 1532 Salzburg)
4: Christoph von Polheim (* 1465; † )
4: Hans von Polheim (* 1466; † )
(II. ⚭) Catharina von Eberstorf
2: Margarethe von Polheim
(I. ⚭) Bernhard von Haußbach (*; † 1392)
(II. ⚭) Georg von Volckerstorf
2: Catharina von Polheim (⚭ 1384) N.N. von Eberstorf
2: Leonhard von Polheim
2: Pilgram von Polheim
2: Anna von Polheim